# (20983) 1981 EN20
A (20983) 1981 EN20 a Naprendszer kisbolygóövében található aszteroida. Schelte J. Bus fedezte fel 1981. március 2-án.